# هارفي بارتليت غول
هارفي بارتليت غول (بالإنجليزية: Harvey Bartlett Gaul)‏ هو ملحن أمريكي، ولد في 12 أبريل 1881 في نيويورك في الولايات المتحدة، وتوفي في 1 ديسمبر 1945 في بيتسبرغ في الولايات المتحدة.